# Appalachian Symphony Orchestra
Het Appalachian Symphony Orchestra is een symfonieorkest verbonden aan de Hayes School of Music, dat zelf weer verbonden is aan Appalachian State University in Boone.
Het orkest bestaat uit circa 100 muziekstudenten van dit opleidingsinstituut, al dan niet afgestudeerd, aangevuld met talentvolle musici van de gehele universiteit. Het orkest geeft ongeveer zes concerten per jaar, een keuze makend uit het standaardrepertoire, maar ook uit de moderne Amerikaanse traditie. In 2006 verscheen een album met twee composities van David Maslanka.
Het Appalachian Chamber Orchestra is het bijbehorend kamerorkest.
Anno 2007 is James Allen Anderson chef-dirigent en artistiek leider van beide orkesten.